# Polynema hegeli
Polynema hegeli är en stekelart som beskrevs av Girault 1915. Polynema hegeli ingår i släktet Polynema och familjen dvärgsteklar. Inga underarter finns listade i Catalogue of Life.